# Nesoryzomys
Nesoryzomys là một chi động vật có vú trong họ Cricetidae, bộ Gặm nhấm. Chi này được Heller miêu tả năm 1904. Loài điển hình của chi này là Nesoryzomys narboroughi Heller, 1904 (= Oryzomys indefessus Thomas, 1899).

## Các loài
Chi này gồm các loài: